# Amido Baldé
Amido Baldé (Bissau, 16 maggio 1991) è un ex calciatore guineense con cittadinanza portoghese, di ruolo attaccante.

## Palmarès

### Club

#### Competizioni nazionali
- Campionato scozzese: 1

Celtic: 2013-2014